# Saharski arapski
Tamanrasset arapski (saharski arapski, tamanghasset arapski; ISO 639-3: aao), jedan od 35 arapskih jezika koji se govori na području Sahare u Alžiru i manjim dijelom u Nigeru.  
U Alžiru je raširen duž gorja Atlas na marokanskoj granici na sjeveroistok do Medeje i jugoistočno do Righ Wadija, uključujući i plato Tademait i grad Tamanrasset. Na području Nigera (oko 10 000; 1998) govori se oko Agadeza i sjeverozapadu države. 
Većina govornika živi u Alžiru (100 000; 1996).

## Vanjske poveznice
- Ethnologue (14th)
- Ethnologue (15th)